# PGM 338
PGM 338は、またはPGM .338 LM、PGM ミニヘカテ .338として知られている、フランスのPGM Précision社で設計・製造されている狙撃銃である。超音速の.338ラプアマグナム弾（8.6×70mm）を使用し、正確な弾薬の種類や環境条件に応じ1,200〜1,500mの範囲を有効射程とすることができる。

## 概要
PGM 338は、長距離の対人狙撃銃の役割を果たすことを目的としており、より軽量な7.62x51mm NATO弾を使用する対人狙撃銃と、超長距離で使用され、システムの携帯性に欠ける、より大きな.50 BMG弾（12.7×99mm）を使用する対物狙撃銃との間の隙間を埋めるものである。PGM 338は、クリス L. MovigliattiによりPGM Précision社に勤務していた時期に設計され、PGM Précision社により製造されている。本銃は、フランスではPGM Précision社自身を通じて、アメリカ合衆国やドイツおよびその他のヨーロッパ諸国では代理店を通じて販売されている。
ハイエンドの狙撃銃市場におけるPGM 338の主要な競合製品/同等製品は、Accuracy International Arctic WarfareおよびSako TRG等の製品ラインであり、これらのライフルはすべて性能面で同等である。

## 設計

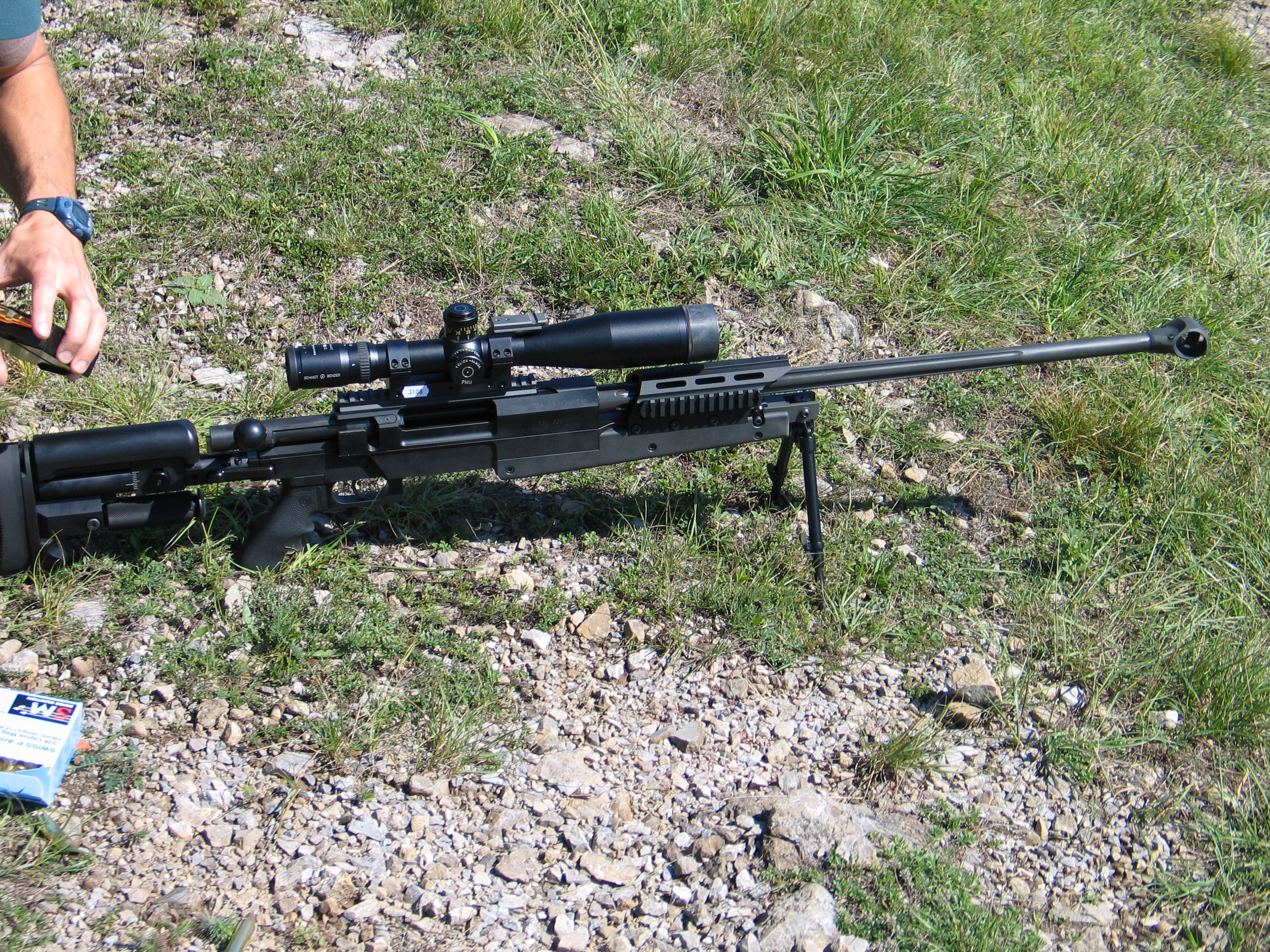
PGM .338

より大型モデルのPGM Hécate II（.50 BMG弾使用）と同様に、PGM 338は、重量を最小限に抑えメンテナンスを簡素化する、骨格状の外観をした中央の堅牢な金属桁シャーシを中心に構築されている。
レシーバーは高品質な7075航空機グレードのアルミニウム合金で作られ、鋼鉄製のボルトは銃身延長部をロックする3つのラグロックを持つ。レシーバーには、薬莢のヘッドが故障した場合に、高圧ガスを逃がすための過圧通気口も備えている。
銃身は、ドイツの企業、Lothar Walther社によって設計され、冷間鍛造にて製造されている。競技用グレードの溝付き銃身は、フリーフローティング構造で取付けられ、50％の反動低減効果を持つ統合されたマズルブレーキを備えている。この銃身は、16.2g（250グレイン）の超低抗力弾丸（VLD）を発射するために最適化された、従来とは異なる305mm（12インチ1回転）の右ツイストレートが特徴である。Sierra HPBT MatchKing 19.44g（300グレイン）弾丸のような、長くて重いVLD弾は、254mm（1:10インチ）のツイストレートの銃身を必要とする。
ピストルグリップと前部銃床はポリマー材料で作られ、金属桁シャーシに取り付けられている。後部銃床は金属製で、リコイルの照準への影響を最小限にし快適にするための調節可能なショルダーパッドを有する。また、伸縮長と高さを調整でき、レシーバーの左側に折り畳むことで、銃全体の寸法を小さくし持ち運びに便利である。後部銃床の下の調整可能な折り畳み式の地面スパイクは、銃を長期間安定した位置に保つのに役立ち、銃身の下の折り畳み式バイポッドと組み合わせると最も効果的である。ピストルグリップは、特にオペレーターがすぐに発砲する準備ができていなければならない長期間の間、快適に銃を使えるようになっている。
本銃は完全に調整可能な2段階トリガーを備えており、整備担当者により調整可能できる様に10ニュートンから16ニュートンの間で調整可能なトリガープル重量を備えており、（引金を引いてから発射までの）ロック時間も短い。
PGM 338にはピカティニーレールが取付けられているため、様々な商用およびNATO標準の光学照準器、照明、暗視装置、その他の戦術アクセサリーを装備できる。また、一次サイトに障害が発生した場合に使用する緊急用アイアンサイトのオプションセットも用意されている。
通常、マズルブレーキは、反動、ジャンプ、フラッシュを低減するために取付けられている。ただし、PGMの標準マズルブレーキは、ユーザーが使用しない場合は取外し可能である。最適な射撃快適性を維持するために、マズルブレーキまたはサイレンサーが取付けられていない状態での発射を避けるようにメーカーは推薦している。
PGM 338は、主に500〜1,400mの距離で対人狙撃を行うことを目的としており、有資格の射手が使用すると、競技用グレードの弾薬で一貫して約0.5 MOAの精度を達成できる。500m未満の距離では.338ラプアマグナムは、対物での深い貫通が必要でない限り、対人関係で使用するには強力すぎ、ほとんどの状況で過剰貫通を引き起こす。1,200mを超える距離では、標準の.338ラプアマグナム弾が遷音速領域に入るので、その精度は大幅に低下するが、1,500mまではある程度信頼できる。
大容量弾倉も利用可能だが、本銃10発箱型弾倉で最もよく使用されている。
標準の付属品は、PGMサウンドサプレッサー、エルゴノミック木製グリップ、ピカティニー・レールとサイドピカティニーレールからなるキット、PGM望遠サイトマウント、PGM緊急用アイアンサイト、フォーム付きトランスポートケース、キャリングスリング等である。

## 採用国
- アルメニア
- チリ
- イスラエル
- ポーランド
- シンガポール
- スロベニア